# Automobilový koncept

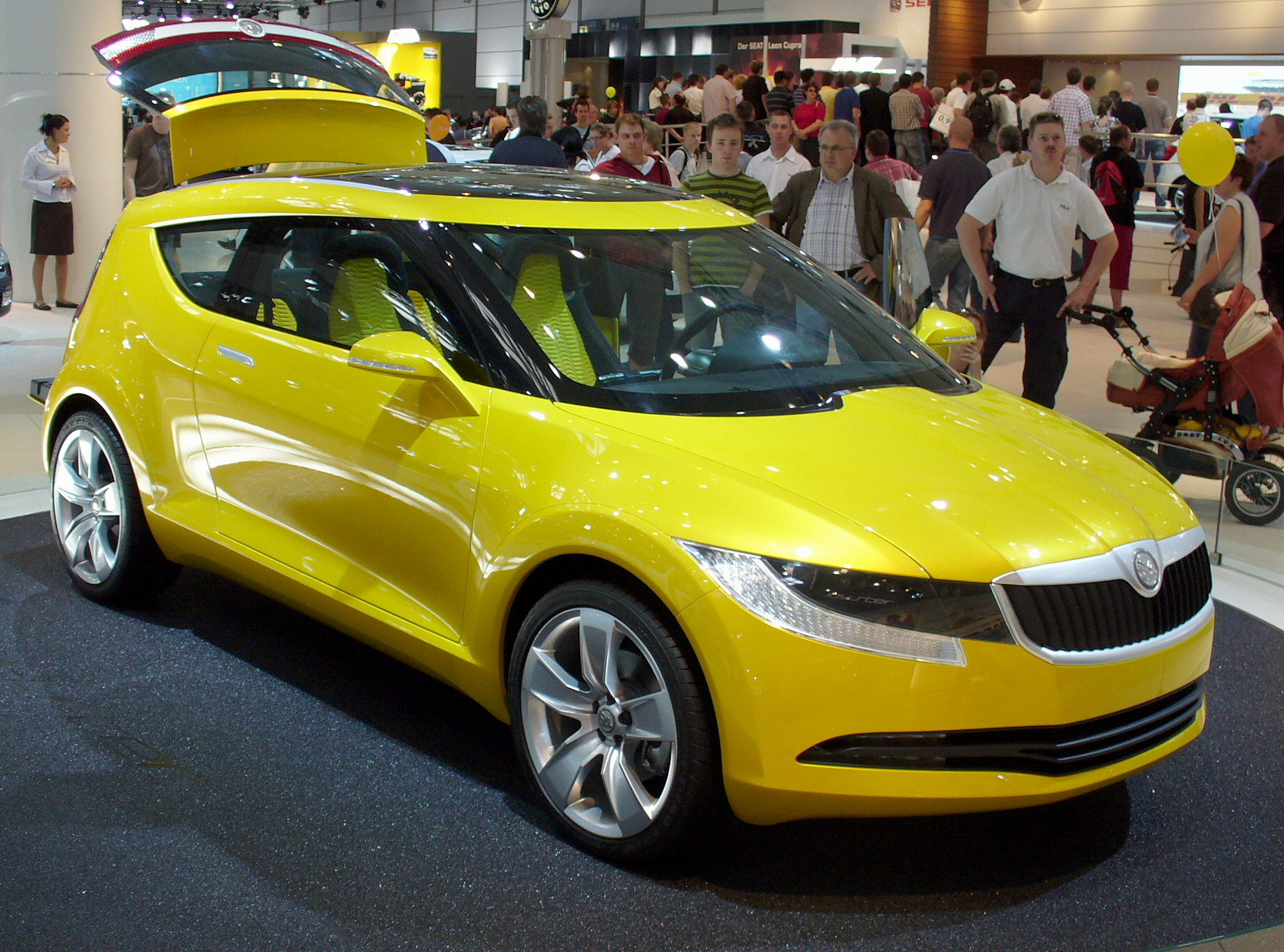
Škoda Joyster

Automobilový koncept je automobil určený k prezentaci nové koncepce, technologie nebo designu. Občas jsou tyto vozy s velkými nebo malými úpravami zařazeny do sériové výroby, ale většinou se jí vůbec nedočkají. Vzhledově se liší od ostatních aut. Koncepty jsou často vyrobeny z dražších a méně tradičních materiálů. Jsou většinou neúplné a pokud je chce automobilka prodávat, musí je dále vyvíjet. Když koncepty zastarají, jsou zničeny nebo se stanou součástí muzea.